# Latifa Habachi
Latifa Habachi, née le 13 août 1972 à Tunis, est une femme politique tunisienne, élue membre de l'assemblée constituante comme représentante du parti islamiste Ennahdha dans la circonscription de la Manouba puis reconduite dans l'Assemblée des représentants du peuple.
Au sein de la constituante, elle est membre de la commission de la magistrature judiciaire, administrative, financière et constitutionnelle, dont elle est le rapporteur, et de la commission des secteurs de services.